# 듀안 올맨
듀안 올맨(영어: Duane Allman, 1946년 11월 20일 ~ 1971년 10월 29일)은 미국의 기타리스트, 세션 음악가, 그리고 올맨 브라더스 밴드의 공동창립자이자 1971년 오토바이 사고로 24세 나이에 사망하기 전까지 원년 멤버였다.
1969년 플로리다주 잭슨빌에서 결성된 올맨 브러더스는 1970년대 크게 성공했다. 올맨은 밴드 내에서 일시적이었으나 영향력 있는 존재로 각인되었고 특히 그의 표현적인 슬라이드 기타 연주와 독창적인 즉석 기술이 이를 공고히 했다. 2003년 《롤링 스톤》가 선정한 100인의 역대 가장 위대한 아티스트에서 지미 헨드릭스에 이어 2위에 올랐다. 그의 기타 톤(깁슨 레스 폴과 두 대의 50와트 마샬 앰플러로 창조했다.)은 《기타 플레이어》가 역대 가장 위대한 톤 중 하나로 호명했다.
밴드 재적 이전 혹은 그 이후를 막론하고 인기 있었던 세션 음악가로서 듀안 올맨은 킹 커티스, 아레사 프랭클린, 윌슨 피켓, 허비 맨 등 내로라하는 스타들과 협연했다. 또한 데렉 앤 더 도미노스의 1970년 음반 《Layla and Other Assorted Love Songs》에 큰 공헌을 했다. 기타리스트로서 듀안 올맨의 능력은 그의 강렬함, 추진력, 그리고 음악을 만듦에 있어 다른 이들의 최선을 끌어내는 기술이 결합되어 있다. 현재까지 "스카이독"이라는 애칭으로 일컬어진다.

## 참고 문헌
- Duane Allman: An Anthology (1972), liner notes.
- The Allman Brothers Band: Dreams (1989 boxed set), liner notes.
- Allman, Galadrielle (2014). 《Please Be with Me: A Song for My Father, Duane Allman》. New York: Spiegel & Grau. ISBN 978-1-4000-6894-4.
- Poe, Randy (2006). 《Skydog: The Duane Allman Story》. Backbeat Books. ISBN 9780879308919.